# Gaínza (Navarra)
Gaínza (Gaintza en euskera y de forma oficial Gaintza) es un concejo de la Comunidad Foral de Navarra perteneciente al municipio de Araiz.
Está situado en la Merindad de Pamplona, en la comarca de Norte de Aralar, y a 47,5 km de la capital de la comunidad, Pamplona. Su población en 2014 fue de 66 habitantes (INE), su superficie es de 5,13 km² y su densidad de población de 12,87 hab/km².

## Geografía física

### Situación
La localidad de Gaínza está situada en la parte Suroeste del municipio de Araiz a una altitud de 500 m s. n. m. Su término concejil tiene una superficie de 5,13 km² y limita al norte con el concejo de Uztegui; al este con el de Inza y el municipio de Betelu; al sur con la Sierra de Aralar y al oeste con la Comunidad e Amézqueta y Ordicia en la provincia de Guipúzcoa y la comunidad autónoma del País Vasco.
|                                                    | Norte: Uztegui        |                     |
| Oeste: Comunidad e Amézqueta y Ordicia (Guipúzcoa) |                       | Este: Betelu e Inza |
|                                                    | Sur: Sierra de Aralar |                     |

## Demografía

### Evolución de la población
| Gráfica de evolución demográfica de Gaínza entre 2000 y 2010 |
|                                                              |
| Datos según el nomenclátor publicados por el INE.            |